# Поддубный, Иван Владимирович
Иван Владимирович Поддубный (род. 4 апреля 1986, Ленинград) — российский игрок в мини-футбол. Вратарь клуба «Кристалл» из Санкт-Петербурга, мастер спорта России международного класса (2014).

## Биография
Поддубный является воспитанником петербургского мини-футбола. После того как на него обратил внимание «Норильский никель», молодой вратарь перебрался в состав полярного клуба. Долгое время он выступал за дублирующие составы норильчан, лишь изредка привлекаясь к матчам первой команды. Тем не менее, уже в 2005 году Иван вызывался в молодёжную сборную России.
В 2009 году Поддубный вернулся в Санкт-Петербург, где провёл довольно удачный сезон в «Политехе». После этого Иван перебрался в состав московского ЦСКА. Вскоре ему удалось стать первым вратарём армейцев. В составе армейцев он проводит 3 сезона. Летом 2013 года Иван Поддубный подписывает контракт с клубом «Динамо» Москва.

## Достижения
- Серебряный призёр Чемпионата Европы (1) 2014 г.
- Чемпионат России по мини-футболу (3) МФК Динамо 2013, 2016, 2017.
- Обладатель кубка России по мини-футболу (4) МФК Динамо 2013, 2015, 2016.